# Üzleti szoftver
Az üzleti szoftver (vagy üzleti alkalmazás) bármely szoftver vagy számítógépes programkészlet, amelyet az üzleti felhasználók különböző üzleti funkciók ellátására használnak. Ezeket az üzleti alkalmazásokat a termelékenység növelésére, a termelékenység mérésére és egyéb üzleti funkciók pontos elvégzésére használják.

## Áttekintés
Az üzleti szoftverek nagy részét egy adott vállalkozás igényeinek kielégítésére fejlesztették ki, ezért egyszerűen nem vihetők át más üzleti környezetbe, kivéve, ha annak jellege és működése megegyezik. Az egyes vállalkozások egyedi követelményei miatt a készen kapható szoftverek nem biztos, hogy teljes mértékben kielégítik a vállalat igényeit. Azonban ahol egy személyre szabható megoldásra van szükség, időbeli vagy monetáris megfontolások miatt, valószínűleg bizonyos szintű beállításokra lesz szükség. Kivételek léteznek, a szóban forgó vállalkozástól függően, és mindig alapos kutatásra van szükség, mielőtt elköteleznénk magunkat egyedi vagy készen kapható megoldások mellett.
Egyes üzleti alkalmazások interaktívak, azaz grafikus vagy felhasználói felülettel rendelkeznek, és a felhasználók lekérdezhetik / módosíthatják / beírhatják az adatokat, és azonnal megtekinthetik az eredményeket. Azonnal jelentéseket is futtathatnak. Egyes üzleti alkalmazások csoportos, közös módban futnak: előre meghatározott esemény / idő alapján vannak futtatva, és az üzleti felhasználóknak nem kell ezeket elindítaniuk, vagy nem kell figyelniük.
Néhány üzleti alkalmazást házon belül építenek be, másokat viszont szállítóktól vásárolnak (készen kapható szoftvertermékek). Ezeket az üzleti alkalmazásokat asztali számítógépekre vagy nagy szerverekre telepítik. A COBOL (univerzális fordítóprogram) 1965-ös bevezetése előtt a vállalkozások kifejlesztették saját egyedi gépnyelvüket. Az RCA nyelve 12 állású utasításból állt. Például egy rekord memóriába olvasásához az első két számjegy az utasítás (művelet) kód lesz. Az utasítás következő négy pozíciója („A” cím) a pontos bal oldali memóriahely lesz, ahová az olvasható karaktert szeretné elhelyezni. Az utasítás négy pozíciója („B” cím) a legszélső memóriahelyet jelöli, ahol a rekord utolsó karakterét szeretné elhelyezni. A kétjegyű „B” cím lehetővé teszi bármely utasítás módosítását is. Az utasításkódok és a memóriamegjelölések kizárták a 8 vagy 9 használatát. Az első RCA üzleti alkalmazást 1962-ben hajtották végre egy 4k RCA 301-en. Az RCA 301, az 501 közepes és a 601 nagy keret 1960 elején kezdte meg marketingjét.
Az üzleti környezetben sokféle felhasználó található, és kategorizálhatók egy kicsi, közepes és nagy mátrix használatával:
- A kisvállalkozások piaca általában otthoni számviteli szoftverekből és irodai csomagokból áll, mint például a LibreOffice, a Microsoft Office vagy a GSuite.
- A közepes méretű vagy kis- és középvállalkozás (kkv) szélesebb körű szoftveralkalmazással rendelkezik, kezdve a könyveléstől, a csoportos programoktól, az ügyfélkapcsolat-menedzsmenttől, az emberi erőforrás-menedzsment rendszerektől, az outsourcing kapcsolatok kezelésétől, a hitelkezelési szoftverektől, a bevásárlókosár-szoftverektől, terepi szolgáltató szoftverek és egyéb termelékenységnövelő alkalmazások.
- Az utolsó szegmens a vállalati szintű szoftveralkalmazásokat foglalja magában, például a vállalati erőforrás-tervezés, a vállalati tartalomkezelés (ECM), az üzleti folyamatok (BPM) és a termék életciklus-menedzsment területén. Ezek az alkalmazások kiterjedtek, és gyakran olyan modulokkal érkeznek, amelyek eredeti funkciókat adnak hozzá, vagy beépítik a harmadik féltől származó számítógépes programok funkcionalitását.

Azok a technológiák, amelyek korábban csak a peer-to-peer szoftveralkalmazásokban léteztek, mint a Kazaa és a Napster, kezdenek megjelenni az üzleti alkalmazásokban.

## Az üzleti eszközök típusai
- Vállalati szoftveralkalmazás (ESA)
- Erőforrás menedzsment
- Vállalati erőforrás-tervezés (ERP)
- Digitális irányítópultok, más néven üzleti intelligencia irányítópultok, vállalati irányítópultok vagy vezetői műszerfalak. Ezek az üzleti adatok vizuális alapú összefoglalói, amelyek a metrikák és a legfontosabb teljesítménymutatók (KPI) segítségével egy pillanat alatt megmutatják a feltételek megértését. A műszerfalak nagyon népszerű eszközök, amelyek az utóbbi években felmerültek.
- Az online elemző feldolgozás (OLAP) (amely magában foglalja a HOLAP-ot, a ROLAP-ot és a MOLAP-ot) – egyes menedzsment, döntéstámogató és végrehajtó információs rendszerek képessége, amely sok szempontból támogatja nagy mennyiségű adat interaktív vizsgálatát.[1]
- A jelentéskészítő szoftver összesített adatnézeteket generál, hogy a vezetőség tájékoztatást kapjon az üzleti helyzetéről.
- A beszerzési szoftver üzleti szoftver, amely segíti a szervezetek vásárlási funkciójának automatizálását.
- Az adatbányászat a fogyasztói információk kinyerése egy adatbázisból olyan szoftver alkalmazásával, amely képes elkülöníteni és azonosítani a korábban ismeretlen mintákat vagy trendeket nagy mennyiségű adatban. Számos olyan adatbányászati technika létezik, amelyek különböző típusú mintákat tárnak fel.[2] Az ide tartozó technikák egy része statisztikai módszerek (különösen az üzleti statisztikák) és a neurális hálózatok, mint nagyon fejlett eszköz az adatok elemzésére.
- Üzleti teljesítmény menedzsment (BPM)
- Üzleti folyamatok kezelése (BPM)
- Ügyfélkapcsolat-kezelés (CRM)
- A dokumentumkezelő szoftver több különböző típusú dokumentum rendezésére és kezelésére készült. Némelyikük[3] tárolási funkcióval rendelkezik a biztonság és az értékes üzleti információk biztonsági mentése érdekében.
- Alkalmazotti ütemező szoftver – alkalmazotti ütemtervek létrehozására és terjesztésére, valamint az alkalmazottak óráinak nyomon követésére szolgál.

Az üzleti szoftverek célja a nyereség növelése a költségek csökkentésével vagy a termelési ciklus felgyorsításával. Az irodai üzleti automatizálás kezdeti napjaiban nagy mainframe számítógépeket használtak a legunalmasabb feladatok megoldására, például a bankcsekk-elszámolásra és a gyári könyvelésre.
A gyári számviteli szoftver a legelterjedtebben használt korai üzleti szoftvereszközök közé tartozott, és magában foglalta a főkönyvek, a tárgyi eszközök leltárkönyvek, a költségelszámolási főkönyvek, a vevőkönyvelések és a vevőkönyvelések automatizálását (ideértve a bérszámfejtést, az életbiztosítást, az egészségbiztosítást, a szövetségi szövetséget) valamint állami biztosítás és nyugdíj).
A szoftver korai használata a manuális irodai munka pótlására rendkívül jövedelmező volt, és radikális elmozdulást okozott a fehérgalléros munkában. Egy számítógép sok esetben sok irodai adminisztratív alkalmazottat helyettesíthet, anélkül, hogy egészségügyi vagy nyugdíj-ellátást igényelne.
Erre a sikerre építve a vállalati fogyasztók üzleti szoftvert kértek az IBM-től, a Hewlett-Packardtól és más korai beszállítóktól a régimódi írótábla cseréjére. A számítógéppel segített gyártás (CAD-CAM) számítógépes szerkesztése az 1980-as évek elején érkezett meg. A projektmenedzsment szoftvert az 1980-as évek elején is annyira megbecsülték, hogy akár 500 000 dollárba is kerülhet példányonként.
Az üzleti szoftverek egyik legszembetűnőbb, legelterjedtebb változása a szövegszerkesztő volt, amelynek gyors emelkedése az 1980-as években a mindenütt jelen lévő IBM írógép hanyatlását okozta, mivel cégek milliói váltottak át a Word Perfect, majd a Microsoft Word használatára. További népszerű számítógépes programok az üzleti élet számára a matematikai táblázatkezelő programok, mint például a Lotus 1-2-3, később a Microsoft Excel.
Az 1990-es években az üzlet a globalizmus felé fordult, megjelent az SAP szoftver, amely összehangolja a szállítók ellátási láncát a gyárgyártás működésének észszerűsítése érdekében. Ezt a folyamatot az internet megjelenése indította el és gyorsította fel.
Az üzleti szoftverek evolúciójának következő szakaszát a robotikus folyamat-automatizálás (RPA) megjelenése vezérli, amely magában foglalja a nagyon ismétlődő feladatok és folyamatok azonosítását és automatizálását, azzal a céllal, hogy növelje a működési hatékonyságot, csökkentse a költségeket és korlátozza az ember által vétett hibákat. Az RPA bevezetésének élvonalába tartozó iparágak közé tartozik a biztosítási ágazat, a banki és pénzügyi szolgáltatások, a jogi és az egészségügyi ágazat.

## Alkalmazástámogatás
Az üzleti alkalmazások az üzleti felhasználók igényei alapján készülnek. Ezeket az üzleti alkalmazásokat bizonyos típusú üzleti tranzakciók vagy adatelemek felhasználására fejlesztették ki. Ezek az üzleti alkalmazások hibátlanul működnek, amíg nincsenek új üzleti követelmények, vagy az alapul szolgáló üzleti tranzakciók nem változnak. Ezenkívül az üzleti alkalmazások hibátlanul futnak, ha nincsenek problémák a számítógépes hardverrel, számítógépes hálózatokkal (Internet / intranet), számítógépes lemezekkel, tápegységekkel és különféle szoftver-összetevőkkel (köztes szoftverek, adatbázisok, számítógépes programok stb.).
Az üzleti alkalmazások nem működhetnek, ha váratlan hiba lép fel. Ez a hiba lehet adathiba (váratlan adatbevitel vagy helytelen adatbevitel), környezeti hiba (az infrastruktúrához kapcsolódó hiba), programozási hiba, emberi hiba vagy munkafolyamat hiba miatt fordulhat elő. Ha egy üzleti alkalmazás hibás, azt mielőbb javítani kell, hogy az üzleti felhasználók folytathassák munkájukat. Az üzleti alkalmazások hibáinak kijavítását ez a munka üzleti alkalmazások támogatásának nevezi.

### Jelentési hibák
Az üzleti felhasználó felhívja az üzleti alkalmazás támogató csoportjának telefonszámát, vagy e-mailt küld az üzleti alkalmazás támogató csoportjának. Az üzleti alkalmazás támogató csapata a hiba minden részletét megkapja az üzleti felhasználótól a telefonon vagy az e-mailen keresztül. Ezeket a részleteket ezután beírják egy nyomkövető szoftverbe. A nyomkövető szoftver létrehoz egy kérési számot, és ezt a kérési számot megkapja az üzleti felhasználó. Ezt a kérési számot használják a támogatási probléma előrehaladásának nyomon követésére. A kérést egy támogató csoport tagjához rendeljük.

### Értesítés a hibákról
Kritikus üzleti alkalmazáshibák (például nem elérhető alkalmazás vagy nem megfelelően működő alkalmazás) esetén e-mailt küldünk az egész szervezetnek vagy az érintett csapatoknak, hogy tudatában legyenek a problémának. Megadják számukra az alkalmazások rendelkezésre állásának becsült idejét is.

### Alkalmazási hibák vizsgálata vagy elemzése
Az üzleti alkalmazás támogató csoportjának tagja összegyűjti az összes szükséges információt az üzleti szoftver hibájáról. Ezt az információt ezután rögzíti a támogatási kérelem. Az üzleti felhasználó által használt összes adatot felhasználják a vizsgálat során is. Az alkalmazási programot felülvizsgálják az esetleges programozási hibák szempontjából.

### Hibaelhárítás
Ha valamilyen hasonló üzleti alkalmazáshiba fordult elő korábban, akkor a probléma megoldási lépéseit a támogatási tudásbázisból találja le, és a hibát az említett lépésekkel oldja meg. Ha ez egy új támogatási hiba, akkor új probléma megoldási lépések jönnek létre, és a hiba megszűnik. Az új támogatási hibák megoldásának lépéseit a jövőbeni felhasználás céljából rögzítik a tudásbázisban. Jelentős üzleti alkalmazáshibák (kritikus infrastruktúra vagy alkalmazáshibák) esetén telefonos konferenciahívás indul, és minden szükséges támogató személy / csapat csatlakozik a híváshoz, és mindannyian együttműködnek a hiba elhárításában.

### Kódjavítás
Ha az üzleti alkalmazás hibája programozási hibák miatt következett be, akkor egy kérés jön létre az alkalmazásfejlesztő csapat számára a programozási hibák kijavítására. Ha az üzleti felhasználónak új funkciókra vagy funkciókra van szüksége az üzleti alkalmazásban, akkor a szükséges elemzés / tervezés / programozás / tesztelés / kiadás megtervezésre kerül, és az üzleti szoftver új verziója kerül telepítésre.

### Üzleti folyamatok javítása
Ha az üzleti alkalmazás hibája munkafolyamat problémája vagy emberi hiba miatt következett be az adatbevitel során, akkor az üzleti felhasználókat értesíti. Az üzleti felhasználók ezt követően felülvizsgálják munkafolyamatukat, és szükség esetén felülvizsgálják azt. A jövőben az ilyen hibák elkerülése érdekében módosítják a felhasználói útmutatót vagy a felhasználói utasításokat is.

### Infrastruktúra-probléma kijavítása
Ha az üzleti alkalmazás hibája infrastrukturális problémák miatt következett be, akkor az adott infrastruktúra csapatot értesíti. Az infrastruktúra csapata ezután állandó javításokat hajt végre a kérdésben, és figyeli az infrastruktúrát, hogy elkerülje ugyanazon hiba ismételt előfordulását.

## Támogatás nyomon követése és a belső jelentés
Az üzleti alkalmazás hibakövetési rendszerével minden kérdést rendszeresen (napi, heti és havi) felülvizsgálnak, és jelentéseket generálnak a megoldott problémák, az ismétlődő és a függőben lévő problémák figyelemmel kísérésére. Jelentéseket is készítenek az IT/IS menedzsment számára az üzleti alkalmazások fejlesztése és kezelése céljából.

## Fordítás
Ez a szócikk részben vagy egészben  a   Business software című angol Wikipédia-szócikk ezen változatának fordításán alapul.  Az eredeti cikk szerkesztőit annak laptörténete sorolja fel. Ez a jelzés csupán a megfogalmazás eredetét és a szerzői jogokat jelzi, nem szolgál a cikkben szereplő információk forrásmegjelöléseként.